# Castor-gigante
O castor-gigante (género Castoroides) é um dos maiores roedores que já existiram, chegando a atingir cerca de 2,2 m de comprimento e os 250 kg de peso. Viveu há aproximadamente 50 mil anos durante o Pleistoceno na América do Norte.
Este herbívoro utilizava seus dentes para roer vegetações duras como cascas de árvores. Era bom nadador, porém não construía represas; os atuais castores constroem represas para se protegerem de predadores e o tamanho agigantado do castor-gigante o protegia.
Foram encontrados fósseis de castor-gigante desde a Flórida (sul dos Estados Unidos) até o norte do Canadá.

## Espécies
- Castoroides leiseyorum
- Castoroides ohioensis